# Ozarba melagona
Ozarba melagona là một loài bướm đêm trong họ Noctuidae.